# Kopidlanští z Kopidlna
Kopidlanští z Kopidlna je starý český vladycký rod. Své jméno odvozovali od Kopidlna na Jičínsku.

## Historie
První známí předci, Zdeněk ze Střevace a jeho syn Jan, žili v první polovině 14. století. Další Zdeněk zakoupil Kopidlno a jeho čtyři synové založili vlastní větve rodu, patřili k nim majitelé Kopidlna a Loučně i tzv. Stráníkové z Kopidlna, kteří drželi menší statky v okolí Studence a Městce Králové.
Roku 1506 se Jan z Kopidlna při výročním trhu v Praze dostal do sporu se zemanem Janem Cukrem z Tamfeldu, kterého při následné potyčce usmrtil, přestože během trhů měl být zachováván klid a mír. Pražští konšelé vraha ihned zatkli a rychle odsoudili k trestu smrti, ačkoli podle tehdejších zákonů nesměl být šlechtic odsouzen k trestu smrti. Rozsudek byl navíc vykonán tak rychle, že Janovi nebylo umožněno ani učinit zpověď před popravou. Tato událost mezi šlechtici vyvolala rozruch. Janův bratr Jiří jej chtěl pomstít a stal se tzv. opovědníkem. Prodal majetek, shromáždil a ozbrojil své příznivce, kteří následně přepadávali kupce, zapalovali domy a dvory pražských i jiných měšťanů, olupovali trhovce, řezali jim nosy či usekávali ruce, či zabíjeli. Jiří se skrýval na hradech svých stoupenců a díky své obratnosti nebyl nikdy chycen. Podle dobových zvyklostí nesměli měšťané odsoudit šlechtice k smrti, proto se nakonec museli s Kopidlanskými smířit a poskytnout jim zadostiučinění za smrt jejich příslušníka.
Kopidlanští vymřeli v první polovině 17. století, Stráníkové koncem 18. století.

## Erb

Znak města Kopidlna, který je odvozen od erbu rodu Kopidlanských

V modrém štítě měli černobílou hlavu kozla.

## Příbuzenstvo
Spojili se s většinou místních vladyckých či měšťanských rodů.[zdroj?]

## Obraz v literatuře
- KAPLICKÝ, Václav. Škůdce zemský Jiří Kopidlanský. 1. vyd. Praha: Československý spisovatel, 1976. 207 s. (Žatva).